# 国民议会 (尼泊尔)
国民议会（羅馬化：Rāṣṭriya Sabhā）是两院制的尼泊尔联邦议会的上议院。依据尼泊尔宪法第8、9部分设立，旨在向尼泊尔政府提出意见。每届6年，但期间每2年更换其中1/3成员。

## 历史
国民议会依照1990年尼泊尔王国宪法设立，于2007年1月15日解散结束其运作。2017年恢复了国民议会作为尼泊尔联邦议会的上议院（作为协商咨询机构），并进行了首次选举。

## 成员
成员条件：
- 尼泊尔公民
- 提名日前年满35岁
- 登记选民
- 无道德败坏
- 无犯罪记录
- 无官职

## 选举制度
国民议会由各省议会议长议员及各省隶属的市长间接选举8人（其中8人中需要有3名女性、1名穷人、1名残障者以及1名少数族群人士构成），总统依据尼泊尔政府建议可提名3人。